# Colegio de Belén
Belen Jesuit Preparatory School, en español, Colegio de Belén: es una preparatoria católica en  Miami dirigida por la Compañía de Jesús. Fue establecida en Cuba en 1854 por los Jesuitas y trasladada a Estados Unidos después que el partido comunista liderado por Fidel Castro tomara el poder. Él, siendo un exalumno, expulsó a los Jesuitas de la isla. Se ha convertido en uno de los principales institutos católicos en Estados Unidos.

## Historia

### Fundación en la Habana

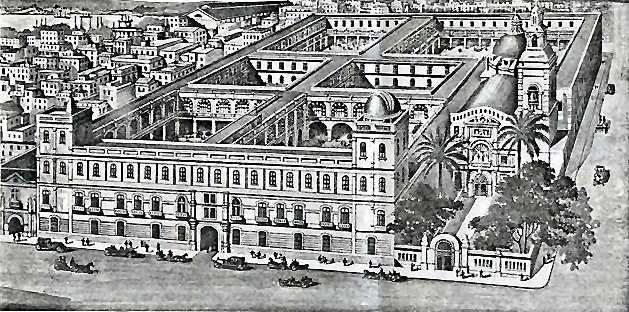
Colegio de Belén en la Habana.

En 1854, la Reina Isabel II de España publicó un fletamento real fundando el Colegio de Belén en La Habana, Cuba. La escuela empezó su trabajo educativo en el edificio anteriormente ocupado por el convento y el hospital de convalecientes de Nuestra Señora de Belén, de ahí el nombre de la escuela. Con el tiempo, la escuela se expandió por la donación de varios edificios cercanos. El complejo resultante sería conocido como «El Palacio de Educación» aún erguido, y ahora ocupado por el Instituto Técnico Militar.

### Establecimiento en Miami
En 1961, el nuevo régimen político de Cuba confiscó la propiedad de la escuela y expulsó la facultad jesuita. Belén fue restablecido en Miami el mismo año, y al año siguiente había ya adquirido su propio edificio y trasladado a un nuevo sitio en la esquina de S.W. La Calle ocho y la Avenida séptima en Miami. En 1980 vieron una ceremonia Pionera para un nuevo edificio en un de 120.000 m² situado en el condado occidental de Dade, abrió el año siguiente. La matriculación inicial en el nuevo sitio consistió en 598 estudiantes.
De 1992 a 2002 fue un período de expansión para la escuela. La biblioteca fue restaurada, se construyeron múltiples laboratorios de computadoras así como un centro de atlétismo y se aumentó el número de aulas.
El 2008 el SJ Marcelino García último semestre como Presidente y Director de Belén Jesuita después de veinticinco años de servicio excepcional. García-Tuñón de Guillermo, SJ está como Director.

## Becas
El colegio Belén Jesuita anualmente proporciona casi 1,9 millones de dólares en becas para estudiantes necesitados (un 26% del total de alumnos). Las becas son financiadas mediante donativos privados, los beneficios de la gala anual y del clásico de golf Fr. Izquierdo Memorial, además de las ganancias de la feria anual "Tómbola". El colegio no otorga becas académicas ni de deportes. Las becas se otorgan exclusivamente por necesidades económicas del estudiante.
Además de la ayuda basada en la necesidad, en 2006, Belén y el Ocean Bank crearon la Beca Ágape para promover la diversidad en la escuela que asignó 1,2 millones de dólares en los siguientes diez años para dicho programa. La beca cubre completamente enseñanza, los libros y otros gastos educativos. La escuela también creó un comité de beca encargado de asegurar el éxito de los receptores de beca.

## Académico
Belén está situado perennemente como uno de los principales 50 institutos católicos de Estados Unidos.

## Arte
Las humanidades y las artes son tenidas en una alta estima en la escuela Belén. En el curso 2003-2004, se añadió un nuevo edificio al campus únicamente para las artes: El Centro Ignaciano para las Artes. El Centro consiste en un teatro, la galería de arte Saladrigas, un taller de decorados, un laboratorio cinematográfico, un estudio de arte, una sala para bandas, varias aulas y una oficina administrativa. El departamento de humanidades en la escuela jesuita Preparatoria Belen es supervisada actualmente por Leopoldo Nuñez que es también el director del Centro para las Artes.

El Teatro Roca cuenta con un aforo de 662 espectadores, un foso de orquesta, pasarela y camerinos.

[Antes de la construcción del teatro, las producciones de la Belén se preparaban en la sala escolar que ha sido desde reagrupa en honor a Guillermo F. Kohly].
La Galería Saladrigas alberga anualmente dos exposiciones administradas por profesionales, una exhibición de jóvenes artistas de los institutos de la archidiócesis, una muestra de arte de la comunidad de la escuela Belén además de otros proyectos.
El programa de bandas de la Belén fue establecido en 2005 y cuenta con 240 estudiantes de música.
Hay tres bandas principales en la escuela: The Jazz Band, the Concert Band y the Drum Line. Las bandas dan dos conciertos anuales en el teatro Roca mientras que la Drum Line toca en los eventos deportivos.
Las clases de teatro usan el teatro Roca para sus representaciones y los decorados son construidos por los estudiantes de las clases correspondientes. La Belén presenta tres obras representadas por sus estudiantes anualmente (Death of a Salesman, Fuenteovejuna, One Flew Over the Cuckoo’s Nest, Godspell, A Few Good Men, West Side Story y The Sound of Music).

## Deporte
Belén compite en béisbol, baloncesto, bolos, campo a través, fútbol(balompié), golf, lacrosse, hockey sobre patines, fútbol americano, natación, tenis, orientación, voleibol, waterpolo y lucha. En 2006 y 2007, Belen ganó títulos de estado en campo a través, natación, y orientación.
Después de no competir durante veinte años, en 2003 Belen reasumió competiciones con su rival local «Christopher Columbus Highschool».

## Biblioteca
La Biblioteca Conmemorativa Ramón Guiteras, situada en el campus, es una de las principales bibliotecas escolares del Condado de Miami-Dade. Sirve al alumnado y a los profesores de Belén, así como a la comunidad en general. La biblioteca tiene actualmente más de 35.000 volúmenes, 15.000 libros electrónicos y suscripciones a bases de datos electrónicas. El personal de la biblioteca está compuesto por un bibliotecario profesional y tres ayudantes.
La biblioteca también alberga La Colección Cubana, una colección especial de libros cubanos. La Colección Cubana consiste en más de 7.000 volúmenes, con libros acerca de Cuba o escritos por cubanos y cubano-norteamericanos. La Colección Cubana está abierto al público. Esta colección es la segunda mayor colección de libros cubanos y otros medios fuera de Cuba(solo tras la Universidad de Miami).

## Observatorio
El Observatorio Belén de Astronomía y Meteorología se construyó con donaciones de la promoción de 1972 del Belen Jesuit y cuenta con un telescopio de 16” con cámara CCD para astrofotografía. Los partes meteorológicos de este observatorio son radiados diariamente en varias ciudades de Florida.